# James Gordon (DC)
James "Jim" Worthington Gordon is een personage uit de Batman-strips van DC Comics. Hij is bedacht door Bill Finger en Bob Kane, en maakte zijn debuut in Detective Comics #27 (mei 1939).
In de meeste incarnaties van Batman is Gordon een politiecommissaris in Gotham City. Hij spant vaak samen met Batman om de stad te verlossen van de misdaad en corrupte agenten. Hij is vaak wat sceptisch over Batmans vigilante gedrag.
Gordon is een belangrijk personage in de Batman franchise, en doet dan ook in vrijwel elke incarnatie van Batman mee.

## Geschiedenis
Gordon is een politiecommissaris in Gotham City. Hij roept geregeld de hulp in van Batman. Omdat DC de continuïteit van zijn comics meerdere malen heeft aangepast, verschilt Gordons geschiedenis per verhaal.
De huidige versie van Gordon werd geïntroduceerd in de jaren 80. Deze versie van Gordon had 15 jaar in Chicago gewerkt, maar werd weer overgeplaatst naar de politie in Gotham City. Al snel ontmoette hij Batman en besefte dat de hulp van deze superheld sterk nodig was. Gordon is de persoon die toegang heeft tot het Bat signaal, en deze altijd gebruikt om Batman op te roepen.
In de originele comics had Gordon een dochter genaamd Barbara, die zonder zijn medeweten met Batman meevocht als Batgirl. In de huidige continuïteit is ze zijn geadopteerde dochter. Uiteindelijk leerde hij haar geheime identiteit, maar hield het feit dat hij dit wist voor zich omdat hij wilde dat ze het hem zelf zou vertellen.
Na meer dan 20 jaar dienst ging Gordon na afloop van de “No Man’s Land” verhaallijn met pensioen.

## Gordon en Batmans identiteit
In de meeste versies van de franchise is Gordon niet op de hoogte van Batmans ware identiteit, hoewel veel fans en schrijvers van de strip van mening zijn dat Gordon slim genoeg is om het raadsel over Batmans alter-ego op te lossen.
In de verhaallijn “Blind Justice” uit de jaren 80 werd wel sterk de indruk gewekt dat Gordon op de hoogte is van het feit dat Bruce Wayne Batman is. In het verhaal Batman: The Dark Knight Returns, die zich afspeelt in een andere continuïteit dan de meeste DC strips, was Gordon inmiddels goed op de hoogte van Batmans’ identiteit.

## In andere media

### Films
- In de Batman and Robin filmserie werd James Gordon gespeeld door Lyle Talbot.
- In de film Batman, de spin-off film van de televisieserie, werd James Gordon gespeeld door Neil Hamilton.
- Pat Hingle vertolkte de rol van James Gordon in de Tim Burton en Joel Schumacher films: Batman, Batman Returns, Batman Forever en Batman & Robin.
- Gary Oldman vertolkte de rol van James Gordon in de The Dark Knight-filmtrilogie, bestaande uit Batman Begins, The Dark Knight en The Dark Knight Rises. In deze films is Gordon al bij Bruce Wayne betrokken sinds de moord op diens ouders.
- J.K. Simmons vertolkte de rol van James Gordon in de film Justice League.
- James Gordon verschijnt in LEGO minifiguur-vorm in de geanimeerde film The Lego Batman Movie. In de film gaat Gordon met pensioen waarbij zijn rol als commissaris wordt opgevolgd door Barbara Gordon. De stem van James Gordon werd ingesproken door Héctor Elizondo. De Nederlandse stem van James Gordon werd ingesproken door Fred Meijer.
- In The Batman wordt James Gordon gespeeld door Jeffrey Wright.

### Televisieseries
- James Gordon is een regelmatig terugkerend personage in de animatieserie The New Adventures of Batman. De stem van Gordon werd ingesproken door Lennie Weinrib.
- James Gordon is ook een regelmatig terugkerend personage in de animatieseries Batman: The Animated Series en The New Batman Adventures De stem van Gordon werd ingesproken door Bob Hastings.
- James Gordon is het hoofdpersonage in de live-action televisieserie Gotham, waarin hij wordt gespeeld door Ben McKenzie.

### Videospellen
- James Gordon verschijnt in LEGO minifiguur-vorm in de LEGO videospellen: LEGO Batman: The Videogame (stem van Keith Ferguson), LEGO Batman 2: DC Super Heroes (stem van Townsend Coleman), LEGO Dimensions (stem van Steven Blum) en LEGO DC Super Villians (stem van Tom Kane).
- James Gordon verschijnt in de Batman: Arkham spellen: Batman: Arkham Asylum (stem van Tom Kane), Batman: Arkham City (stem van David Kaye), Batman: Arkham Origins (stem van Michael Gough) en Batman: Arkham Knight (stem van Jonathan Banks).